# Археолошко налазиште као непокретно културно добро
Археолошко налазиште је једна од четири врсте непокретних културних добара у Србији. Археолошка налазишта као непокретна културна добра могу имати изузетан значај или велики значај или само заштићена, без назначеног значаја.

## Значење појма
Под археолошким налазиштем као непокретним културним добром подразумева се „део земљишта или површине под водом који садржи остатке грађевина и других непокретних објеката, гробних и других налаза, као и покретне предмете из ранијих историјских доба, а од посебног су културног и историјског значаја“ (Закон о културним добрима Р Србије, 1994).
Као и свако друго културно добро и археолошко налазиште се не сме „оштетити, уништити, нити се без сагласности, у складу с одредбама овог закона, може мењати његов изглед, својство или намена“ (Закон о културним добрима Р Србије, 1994).

## Археолошка налазишта у Србији

### Археолошка налазишта од изузетног значаја у Србији
- Винча - локалитет Бели Брег у Винчи код Београда,
- Медијана - локалитет Брзи Брод код Ниша,
- Царичин град код Лебана,
- Некропола стећака у Перућцу код Бајине Баште,
- Велика хумка у Пилатовићима код Пожеге,
- Рудна глава код Мајданпека,
- Гамзиград код Зајечара,
- Лепенски Вир код Доњег Милановца,
- Понтес у Костолу код Кладова,
- Караташ код Кладова,
- Град-Старчево код Панчева,
- Басијана код Доњих Петроваца, Рума,
- Сирмијум у Сремској Митровици,
- Жидовар у Орешцу код Вршца,
- Гомолава код Хртковаца, Рума,
- Челарево код Бачке Паланке,
- Тителски плато код Титела,
- Улпијана код Липљана,
- Виминацијум код Костолца,
- Краку Лу Јордан у Бродици код Кучева.